# Adam Gwara
Adam Apolinary Gwara (ur. 23 lipca 1955 w Białymstoku) – polski przedsiębiorca, aktor i urzędnik państwowy, w latach 1995–1997 sekretarz stanu w Ministerstwie Pracy i Polityki Socjalnej oraz pełnomocnik rządu ds. osób niepełnosprawnych.

## Życiorys
Absolwent klasy sportowej II Liceum Ogólnokształcącego w Białymstoku. W 1979 ukończył studia na Wydziale Aktorskim PWSFTviT w Łodzi, gdzie w 1981 otrzymał dyplom. Przez rok grał w Teatrze im. Juliusza Osterwy w Gorzowie Wielkopolskim, a przez 9 lat – w Teatrze Nowym w Łodzi. W 1990 prowadził Teatr Impresaryjny w Wojewódzkim Domu Kultury w Piotrkowie Trybunalskim. Wystąpił m.in. w roli Jana w spektaklu „Fantazy” w reżyserii Lecha Wojciechowskiego.
Na przełomie lat 80. i 90. zakończył karierę aktorską, w 1988 roku założył agencję reklamową. W latach 90. został prezesem Federacji Polskich Biur Pośrednictwa Pracy, a w 1994 – wiceprezesem Krajowego Urzędu Pracy. Od 1 kwietnia 1995 do 1 grudnia 1997 pełnił funkcję sekretarza stanu w Ministerstwie Pracy i Polityki Socjalnej, a także pełnomocnika rządu ds. osób niepełnosprawnych. W 1998 przez dwa miesiące doradzał zarządowi Ruchu S.A., w tym samym roku objął kierownictwo nad TVP Łódź. Później został szefem towarzystwa ubezpieczeń wzajemnych, a także doradcą zarządu szwedzkiej firmy prowadzącej call center. Zamieszkał pod Warszawą i zajął się również pisaniem wierszy.